# Kallat Elsaker Air
Kallat Elsaker Air is een Libische luchtvaartmaatschappij met haar thuisbasis in Tripoli.

## Geschiedenis
Kallat Elsaker Air is opgericht in 2005.

## Vloot
De vloot van Kallat Elsaker Air bestaat uit:(juni 2007)
- 2 Boeing B747-200B
- 1 Boeing B727-200
- 1 Antonov AN-12V
- 2 Lockheed L10-11